# Biserica Sfântul Nicolae - Băneasa din București

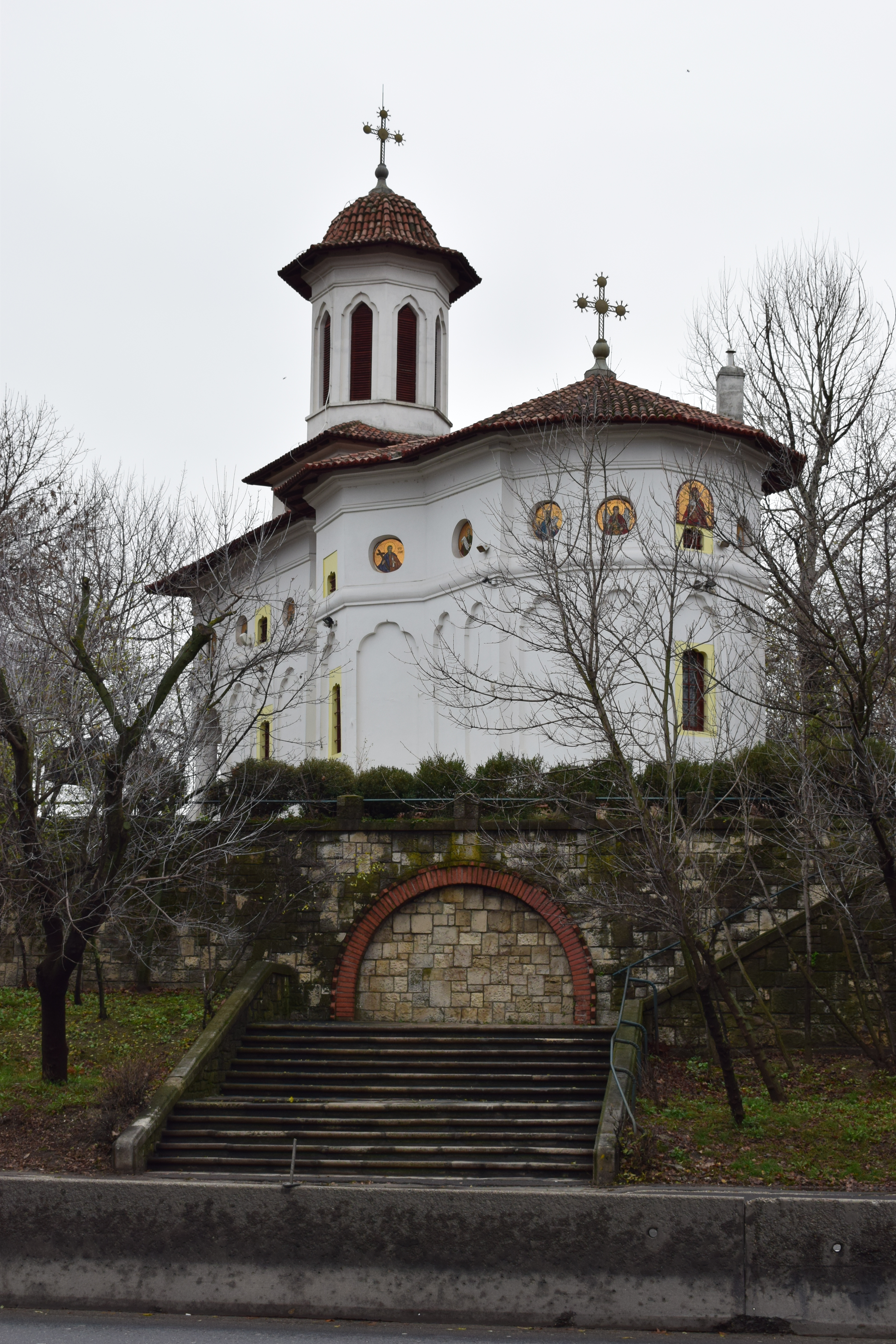
Biserica, văzută dinspre Șoseaua București-Ploiești

Biserica Sfântul Nicolae - Băneasa din București este un monument istoric aflat pe teritoriul municipiului București. În Repertoriul Arheologic Național, monumentul apare cu codul 179132.130.
Biserica „Sf. Nicolae” Băneasa supraviețuiește ca parte a conacului ce a fost construit aici de Ienăchiță Văcărescu. 